# Fußball-Brandenburgliga 2021/22
Die Saison 2021/22 war die 32. Spielzeit der Brandenburgliga und die 14. als sechsthöchste Spielklasse im Fußball der Männer in Deutschland. Sie begann am 14. August 2021 mit dem 1. Spieltag und endete am 18. Juni 2022 mit dem 30. Spieltag.
Der 1. FC Frankfurt wurde in dieser Saison zum vierten Mal Landesmeister in Brandenburg und stieg damit in die Fußball-Oberliga Nordost auf. Der Oranienburger FC Eintracht 1901 errang, mit 2 Punkten Rückstand, die Vizemeisterschaft. Zur Winterpause führte der Oranienburger FC Eintracht 1901 nach der Hinrunde noch die Tabelle der Brandenburgliga an und errang damit den inoffiziellen Titel des Herbstmeisters.
Als Absteiger standen nach dem 30. Spieltag der SC Eintracht Miersdorf/Zeuthen, FSV Bernau und der FC Eisenhüttenstadt fest und mussten in die Landesliga absteigen.

## Teilnehmer
An der Spielzeit 2021/22 nahmen insgesamt 16 Vereine teil.
| Mannschaften der Brandenburgliga 2020/21 | Mannschaften der Brandenburgliga 2020/21 | Mannschaften der Brandenburgliga 2020/21 |
| ---------------------------------------- | ---------------------------------------- | ---------------------------------------- |
| SV Frankonia Wernsdorf 1919              | 1. FC Frankfurt                          | SV Altlüdersdorf                         |
| SV Grün-Weiß Lübben                      | Werderaner FC Viktoria 1920              | SV Blau-Weiß Petershagen-Eggersdorf      |
| TuS 1896 Sachsenhausen                   | TSG Einheit Bernau                       | Oranienburger FC Eintracht 1901          |
| FV Preussen Eberswalde                   | SG Union Klosterfelde                    | FSV Bernau                               |
| SC Eintracht Miersdorf/Zeuthen           | SV Falkensee-Finkenkrug                  | FC Eisenhüttenstadt                      |
| SV Zehdenick 1920                        |                                          |                                          |

## Spielstätten
Die Spielstätten sind nach den Kapazitäten sortiert.
| Logo | Verein                              | Stadion                        | Standort               | Kapazität |
| ---- | ----------------------------------- | ------------------------------ | ---------------------- | --------- |
|      | 1. FC Frankfurt                     | Stadion der Freundschaft       | Frankfurt (Oder)       | 12.000    |
|      | FC Eisenhüttenstadt                 | Stadion der Hüttenwerker       | Eisenhüttenstadt       | 10.000    |
|      | FSV Bernau                          | Sportplatz Rehberge            | Bernau bei Berlin      | 4.500     |
|      | FV Preussen Eberswalde              | Westendstadion                 | Eberswalde             | 4.000     |
|      | SV Grün-Weiß Lübben                 | Stadion der Völkerfreundschaft | Lübben (Spreewald)     | 3.000     |
|      | Werderaner FC Viktoria 1920         | Arno-Franz-Sportplatz          | Werder (Havel)         | 3.000     |
|      | TSG Einheit Bernau                  | Sportplatz am Wasserturm       | Bernau bei Berlin      | 3.000     |
|      | SV Blau-Weiß Petershagen-Eggersdorf | Waldsportplatz                 | Petershagen/Eggersdorf | 2.500     |
|      | SV Zehdenick 1920                   | Havelsportplatz                | Zehdenick              | 2.500     |
|      | Oranienburger FC Eintracht 1901     | Orafol-Arena                   | Oranienburg            | 2.200     |
|      | TuS 1896 Sachsenhausen              | ELGORA-Stadion                 | Sachsenhausen          | 2.100     |
|      | SV Falkensee-Finkenkrug             | Sportplatz Leistikowstraße     | Falkensee              | 2.000     |
|      | SG Union Klosterfelde               | Sportplatz an der Mühlenstraße | Klosterfelde           | 2.000     |
|      | SC Eintracht Miersdorf/Zeuthen      | Sportplatz Wüstemarker Weg     | Zeuthen                | 2.000     |
|      | SV Altlüdersdorf                    | Sport- & Gemeindezentrum       | Altlüdersdorf          | 2.000     |
|      | SV Frankonia Wernsdorf 1919         | Sportplatz Wernsdorf           | Wernsdorf              | 1.000     |

## Abschlusstabelle
| Pl. | Verein                              | Sp. | S  | U | N  | Tore    | Diff. | Punkte | Anm. |
| --- | ----------------------------------- | --- | -- | - | -- | ------- | ----- | ------ | ---- |
| 1.  | 1. FC Frankfurt                     | 30  | 20 | 4 | 6  | 082:370 | +45   | 64     | ▲    |
| 2.  | Oranienburger FC Eintracht 1901     | 30  | 18 | 8 | 4  | 050:190 | +31   | 62     |      |
| 3.  | TSG Einheit Bernau                  | 30  | 16 | 8 | 6  | 046:320 | +14   | 56     |      |
| 4.  | TuS 1896 Sachsenhausen              | 30  | 16 | 6 | 8  | 082:430 | +39   | 54     |      |
| 5.  | Werderaner FC Viktoria 1920         | 30  | 16 | 4 | 10 | 059:360 | +23   | 52     |      |
| 6.  | FV Preussen Eberswalde              | 30  | 14 | 8 | 8  | 050:400 | +10   | 50     |      |
| 7.  | SV Blau-Weiß Petershagen-Eggersdorf | 30  | 14 | 4 | 12 | 050:430 | +7    | 46     |      |
| 8.  | SV Altlüdersdorf                    | 30  | 11 | 7 | 12 | 051:580 | −7    | 40     |      |
| 9.  | SV Grün-Weiß Lübben                 | 30  | 11 | 5 | 14 | 050:560 | −6    | 38     |      |
| 10. | SG Union Klosterfelde               | 30  | 10 | 5 | 15 | 039:550 | −16   | 35     |      |
| 11. | SV Frankonia Wernsdorf 1919         | 30  | 10 | 5 | 15 | 044:670 | −23   | 35     |      |
| 12. | SV Zehdenick 1920                   | 30  | 10 | 3 | 17 | 047:520 | −5    | 33     |      |
| 13. | SV Falkensee-Finkenkrug             | 30  | 8  | 9 | 13 | 039:510 | −12   | 33     |      |
| 14. | SC Eintracht Miersdorf/Zeuthen      | 30  | 9  | 4 | 17 | 052:670 | −15   | 31     | ▼    |
| 15. | FSV Bernau                          | 30  | 9  | 4 | 17 | 029:460 | −17   | 31     | ▼    |
| 16. | FC Eisenhüttenstadt                 | 30  | 4  | 4 | 22 | 026:940 | −68   | 16     | ▼    |

| Zum Saisonende 2021/22: |                                          |
| ▲                       | Aufstieg in die Oberliga Nordost 2022/23 |
| ▼                       | Abstieg in die Landesliga 2022/23        |

## Kreuztabelle
Die Kreuztabelle stellt die Ergebnisse aller Spiele dieser Saison dar. Die Heimmannschaft ist in der linken Spalte, die Gastmannschaft in der oberen Zeile aufgelistet.
| 2021/22                             | 1. FC Frankfurt | SV Altlüdersdorf | SV Grün-Weiß Lübben | Werderaner FC Viktoria 1920 | SV Blau-Weiß Petershagen-Eggersdorf | TuS 1896 Sachsenhausen | TSG Einheit Bernau | FV Preussen Eberswalde | Oranienburger FC Eintracht 1901 | SG Union Klosterfelde | FSV Bernau | SC Eintracht Miersdorf/Zeuthen | SV Falkensee-Finkenkrug | FC Eisenhüttenstadt | SV Zehdenick 1920 | SV Frankonia Wernsdorf 1919 |
| ----------------------------------- | --------------- | ---------------- | ------------------- | --------------------------- | ----------------------------------- | ---------------------- | ------------------ | ---------------------- | ------------------------------- | --------------------- | ---------- | ------------------------------ | ----------------------- | ------------------- | ----------------- | --------------------------- |
| 1. FC Frankfurt                     |                 | 6:1              | 4:2                 | 0:1                         | 2:4                                 | 2:3                    | 3:0                | 1:1                    | 2:3                             | 3:1                   | 2:0        | 2:2                            | 3:0                     | 5:2                 | 6:1               | 3:0                         |
| SV Altlüdersdorf                    | 1:3             |                  | 1:1                 | 0:3                         | 1:2                                 | 2:6                    | 2:0                | 0:3                    | 0:0                             | 3:0                   | 0:4        | 1:0                            | 1:1                     | 5:2                 | 1:0               | 2:6                         |
| SV Grün-Weiß Lübben                 | 0:4             | 1:3              |                     | 3:1                         | 1:2                                 | 0:0                    | 0:0                | 3:2                    | 1:0                             | 0:1                   | 1:0        | 2:1                            | 0:3                     | 5:0                 | 2:2               | 2:2                         |
| Werderaner FC Viktoria 1920         | 0:1             | 1:2              | 2:4                 |                             | 4:0                                 | 1:2                    | 0:0                | 2:2                    | 1:1                             | 1:1                   | 3:1        | 3:0                            | 2:0                     | 6:0                 | 2:3               | 2:1                         |
| SV Blau-Weiß Petershagen-Eggersdorf | 1:2             | 1:4              | 4:1                 | 0:1                         |                                     | 2:1                    | 0:2                | 2:1                    | 1:3                             | 1:2                   | 0:0        | 3:2                            | 0:1                     | 4:0                 | 0:2               | 3:1                         |
| TuS 1896 Sachsenhausen              | 3:4             | 2:2              | 4:2                 | 1:3                         | 3:0                                 |                        | 3:0                | 2:3                    | 1:1                             | 3:2                   | 4:0        | 3:0                            | 2:2                     | 4:0                 | 2:1               | 4:0                         |
| TSG Einheit Bernau                  | 1:1             | 4:2              | 3:1                 | 2:0                         | 2:1                                 | 3:3                    |                    | 3:1                    | 3:0                             | 2:0                   | 3:1        | 1:1                            | 1:1                     | 3:0                 | 4:3               | 1:1                         |
| FV Preussen Eberswalde              | 3:1             | 0:0              | 3:1                 | 0:1                         | 3:1                                 | 3:3                    | 1:1                |                        | 0:0                             | 2:0                   | 2:1        | 0:3                            | 1:0                     | 2:1                 | 0:3               | 2:4                         |
| Oranienburger FC Eintracht 1901     | 1:0             | 1:0              | 2:1                 | 4:1                         | 1:1                                 | 2:0                    | 2:0                | 2:1                    |                                 | 1:0                   | 0:0        | 3:1                            | 0:1                     | 8:0                 | 2:0               | 1:0                         |
| SG Union Klosterfelde               | 2:6             | 1:1              | 3:2                 | 0:3                         | 1:1                                 | 0:7                    | 1:3                | 1:2                    | 0:1                             |                       | 2:1        | 2:2                            | 5:0                     | 3:1                 | 2:0               | 2:3                         |
| FSV Bernau                          | 0:2             | 1:4              | 1:4                 | 0:3                         | 0:4                                 | 2:0 (1)                | 0:1                | 0:1                    | 0:3                             | 1:0                   |            | 3:0                            | 3:0                     | 3:0                 | 0:1               | 1:0                         |
| SC Eintracht Miersdorf/Zeuthen      | 1:6             | 2:4              | 0:2                 | 4:1                         | 0:4                                 | 0:4                    | 2:0                | 1:1                    | 2:0                             | 1:3                   | 3:0        |                                | 1:3                     | 6:0                 | 1:5               | 1:2                         |
| SV Falkensee-Finkenkrug             | 1:1             | 2:2              | 3:1                 | 0:2                         | 0:2                                 | 1:5                    | 0:1                | 1:1                    | 1:1                             | 1:2                   | 1:1        | 4:1                            |                         | 3:0                 | 3:1               | 2:3                         |
| FC Eisenhüttenstadt                 | 0:1             | 2:1              | 1:3                 | 2:0                         | 2:2                                 | 1:5                    | 0:1                | 0:2                    | 0:2                             | 3:1                   | 2:2        | 1:7                            | 2:0                     |                     | 1:2               | 1:1                         |
| SV Zehdenick 1920                   | 1:2             | 3:2              | 1:2                 | 2:3                         | 0:3                                 | 1:0                    | 0:1                | 1:2                    | 1:1                             | 0:1                   | 0:2        | 1:2                            | 2:2                     | 6:1                 |                   | 3:0                         |
| SV Frankonia Wernsdorf 1919         | 1:4             | 0:3              | 3:2                 | 0:6                         | 0:1                                 | 3:2                    | 2:0                | 1:5                    | 0:4                             | 0:0                   | 0:1        | 3:5                            | 4:2                     | 1:1                 | 2:1               |                             |

## Statistiken

### Torschützenliste
| Pl. | Spieler           | Mannschaft                  | Tore |
| --- | ----------------- | --------------------------- | ---- |
| 1.  | Patrick Richter   | Werderaner FC Viktoria 1920 | 39   |
| 2.  | Paul Bechmann     | 1. FC Frankfurt             | 25   |
| 3.  | Romano Lindner    | SV Grün-Weiß Lübben         | 18   |
| 4.  | Maik Frühauf      | 1. FC Frankfurt             | 16   |
| 4.  | Andor Müller      | TuS 1896 Sachsenhausen      | 16   |
| 6.  | Christopher Groll | TuS 1896 Sachsenhausen      | 15   |

### Zuschauertabelle
Die Zuschauertabelle zeigt die besuchten Heimspiele an. Die Reihenfolge ist nach der Zuschaueranzahl sortiert.
|        | Verein | Verein                              | Zuschauer | ø pro Spiel | Auslastung |
| ------ | ------ | ----------------------------------- | --------- | ----------- | ---------- |
| 01.    |        | TuS 1896 Sachsenhausen              | 3570      | 238         | 11,3 %     |
| 02.    |        | SV Zehdenick 1920                   | 2834      | 189         | 7,6 %      |
| 03.    |        | SG Union Klosterfelde               | 2523      | 168         | 8,4 %      |
| 04.    |        | Oranienburger FC Eintracht 1901     | 2499      | 167         | 7,6 %      |
| 05.    |        | 1. FC Frankfurt                     | 2281      | 152         | 1,3 %      |
| 06.    |        | SC Eintracht Miersdorf/Zeuthen      | 2112      | 141         | 7 %        |
| 07.    |        | SV Falkensee-Finkenkrug             | 2003      | 134         | 6,7 %      |
| 08.    |        | SV Altlüdersdorf                    | 1851      | 123         | 6,2 %      |
| 09.    |        | FC Eisenhüttenstadt                 | 1842      | 123         | 1,2 %      |
| 10.    |        | FV Preussen Eberswalde              | 1834      | 122         | 3,1 %      |
| 11.    |        | SV Blau-Weiß Petershagen-Eggersdorf | 1823      | 122         | 4,9 %      |
| 12.    |        | SV Frankonia Wernsdorf 1919         | 1547      | 103         | 10,3 %     |
| 13.    |        | TSG Einheit Bernau                  | 1420      | 95          | 3,2 %      |
| 14.    |        | Werderaner FC Viktoria 1920         | 1314      | 88          | 2,9 %      |
| 15.    |        | FSV Bernau                          | 1247      | 83          | 1,8 %      |
| 16.    |        | SV Grün-Weiß Lübben                 | 1089      | 73          | 2,1 %      |
| Gesamt | Gesamt | Gesamt                              | 31475     | 131         | 50,1 %     |

## 32. Brandenburgischer Landesmeister
| 1. FC Frankfurt          | |
| Logo vom 1. FC Frankfurt | - Tor: Kevin Schulz (17/–), Julian Simon (10/–), Marvin Lähne (4/–), Tony Schnürer (–/–) - Abwehr: Sebastian Lawrenz (30/3), Justin Winkel (25/1), Felix Henschel (16/–), Erik Huwe (11/–), Lukas Guttke (8/–), Johannes Lenz (1/–), Kevin Goldammer (–/–) - Mittelfeld: Maik Frühauf (29/16), Anastasios Alexandropoulos (28/3), Marcel Georgi (26/8), Robin Grothe (24/6), Rick Drews (21/–), Jacob Naskrenski (19/4), Leon Herzberg (18/–), Paul Karaszewski (17/3), Tobias Fiebig (15/–), Leopold Antonius Bussmann (11/–), Jonas Kwast (4/1), Bill Seiring (2/–), Justin Rusko (1/–), Michael Londono Ramirez (1/2), Jo Zuprit (1/–), Łukasz Dochan (–/–) - Angriff: Paul Bechmann (27/25), Georges Florent Mooh Djike (23/4), Bartosz Donigiewicz (23/1), Steven Frühauf (12/3), Max Rocher (3/1), Niclas Weddemar (5/–) - Trainer: Thorsten Beck |
| (Spiele/Tore)            | |